# Kunstrijden op de Olympische Winterspelen 1984
Het kunstrijden is een van de sporten die beoefend werden tijdens de Olympische Winterspelen 1984 in Sarajevo. Het was de zestiende keer dat het kunstrijden op het olympische programma stond. In 1908 en 1920 stond het op het programma van de Olympische Zomerspelen. De wedstrijden vonden plaats van 10 tot en met 18 februari in het Zetra-ijsstadion.
In totaal namen 114 deelnemers (57 mannen en 57 vrouwen) uit twintig landen deel aan de vier disciplines.
De Fransman Jean-Christophe Simond nam voor de derde keer deel aan de olympische spelen. Drie mannen, drie vrouwen, drie paren, vier ijsdansparen en de Britse paarrijdster Susy Garland (in 1980 met Robert Daw, deze editie met Ian Jenkins) namen voor de tweede keer deel.
Voor alle medaillewinnaars was het hun eerste olympisch eremetaal.

## Uitslagen
| Eindrangschikking |
| --- |
| Elk van de negen juryleden rangschikte de solisten/de paren per fase van hun te schaatsen programma van plaats 1 tot en met de laatste plaats. Deze rangschikking geschiedde op basis van het toegekende puntentotaal door het jurylid gegeven. De uiteindelijke rangschikking per fase geschiedde bij een meerderheidsplaatsing. Wanneer een deelnemer/paar als enige bij meerderheid als eerste was gerangschikt, kreeg deze de eerste plaats toebedeeld. Vervolgens werd voor elke volgende positie deze procedure herhaald, waarbij het aantal plaatsingen voor die positie werd bepaald door het aantal keren dat diezelfde positie of hogere positie werd behaald (dus, voor plaats 2 telden alle top 2 plaatsen, voor plaats 3 alle top 3 plaatsen, enz.). Wanneer geen meerderheidsplaatsing kon worden bepaald dan werd de procedure voor de volgende positie ingezet. Wanneer meerdere deelnemers een gelijk aantal meerderheidsplaatsingen hadden dan waren de beslissende factoren: 1) meerderheidsplaatsing voor de eerst volgende positie, was dit aantal ook gelijk dan waren de beslissingsfactoren: 2) de laagste som van de meerderheidsplaatsingen, 3) laagste som van plaatsingcijfers van alle juryleden. Na elke fase werd het plaatsingcijfer per fase vermenigvuldigd met een factor: bij de solisten: x0.6 (30%) voor de verplichte figuren, x0.4 (20%) voor de korte kür en x1.0 (50%) voor de vrije kür. bij de paren: x0.4 (28,57%) voor de korte kür en x1.0 (71,43%) voor de vrije kür. bij het ijsdansen: x0.6 (30%) voor de verplichte figuren, x0.4 (20%) voor de originele kür en x1.0 (50%) voor de vrije kür. De som van de factorplaatsingcijfers per fase bepaalde de eindrangschikking. Wanneer meerdere solisten/paren dezelfde factorplaatsingcijfer behaalden, was het laagste plaatsingcijfer van de vrije kür beslissend. |

### Mannen
Van 13-16 februari (verplichte figuren, korte kür en vrije kür) streden 23 mannen uit vijftien landen om de medailles.
pc = som plaatsingcijfers per fase, pc/vf = plaatsingcijfer/verplichte figuren (x0.6; 30%), pc/kk = plaatsingcijfer/korte kür (x0.4; 20%), pc/vk = plaatsingcijfer/vrije kür (x1.0; 50%),
| rang   | sporter(s)             | land | pc   | pc/vf | pc/kk | pc/vk |
| ------ | ---------------------- | ---- | ---- | ----- | ----- | ----- |
| Goud   | Scott Hamilton         | USA  | 3.4  | 0.6   | 0.8   | 2.0   |
| Zilver | Brian Orser            | CAN  | 5.6  | 4.2   | 0.4   | 1.0   |
| Brons  | Jozef Sabovčík         | TCH  | 7.4  | 2.4   | 2.0   | 3.0   |
| 4      | Rudi Cerne             | FRG  | 8.2  | 1.8   | 2.4   | 4.0   |
| 5      | Brian Boitano          | USA  | 11.0 | 4.8   | 1.2   | 5.0   |
| 6      | Jean-Christophe Simond | FRA  | 11.8 | 1.2   | 1.6   | 9.0   |
| 7      | Aleksandr Fadejev      | URS  | 13.2 | 3.0   | 3.2   | 7.0   |
| 8      | Vladimir Kotin         | URS  | 16.2 | 6.6   | 3.6   | 6.0   |
| 9      | Norbert Schramm        | FRG  | 16.2 | 5.4   | 2.8   | 8.0   |
| 10     | Heiko Fischer          | FRG  | 19.6 | 3.6   | 4.0   | 12.0  |
| 11     | Gary Beacom            | CAN  | 21.4 | 6.0   | 4.4   | 11.0  |
| 12     | Grzegorz Filipowski    | POL  | 27.0 | 7.2   | 4.8   | 15.0  |
| 13     | Mark Cockerell         | USA  | 27.6 | 10.8  | 6.8   | 10.0  |
| 14     | Masaru Ogawa           | JPN  | 29.2 | 9.6   | 5.6   | 14.0  |
| 15     | Laurent Depouilly      | FRA  | 29.6 | 8.4   | 5.2   | 16.0  |
| 16     | Falko Kirsten          | GDR  | 30.4 | 9.0   | 8.4   | 13.0  |
| 17     | Lars Åkesson           | SWE  | 31.8 | 7.8   | 6.0   | 18.0  |
| 18     | Xu Zhaoxiao            | CHN  | 37.4 | 13.2  | 7.2   | 17.0  |
| 19     | Cameron Medhurst       | AUS  | 37.8 | 11.4  | 6.4   | 20.0  |
| 20     | Jaimee Eggleton        | CAN  | 38.6 | 12.0  | 7.6   | 19.0  |
| 21     | Milan Begović          | YUG  | 40.0 | 10.2  | 8.8   | 21.0  |
| 22     | Paul Robinson          | GBR  | 42.6 | 12.6  | 8.0   | 22.0  |
| 23     | Cho Jae-hyung          | KOR  | 46.0 | 13.8  | 9.2   | 23.0  |

### Vrouwen
Van 15-18 februari (verplichte figuren, korte kür en vrije kür) streden 23 vrouwen uit zestien landen om de medailles.
pc = som plaatsingcijfers per fase, pc/vf = plaatsingcijfer/verplichte figuren (x0.6; 30%), pc/kk = plaatsingcijfer/korte kür (x0.4; 20%), pc/vk = plaatsingcijfer/vrije kür (x1.0; 50%),
| rang   | sporter(s)         | land | pc   | pc/vf | pc/kk | pc/vk |
| ------ | ------------------ | ---- | ---- | ----- | ----- | ----- |
| Goud   | Katarina Witt      | GDR  | 3.2  | 1.8   | 0.4   | 1.0   |
| Zilver | Rosalynn Sumners   | USA  | 4.6  | 0.6   | 2.0   | 2.0   |
| Brons  | Kira Ivanova       | URS  | 9.2  | 3.0   | 1.2   | 5.0   |
| 4      | Tiffany Chin       | USA  | 11.0 | 7.2   | 0.8   | 3.0   |
| 5      | Anna Kondrasjova   | URS  | 11.8 | 4.2   | 1.6   | 6.0   |
| 6      | Elaine Zayak       | USA  | 14.2 | 7.8   | 2.4   | 4.0   |
| 7      | Manuela Ruben      | FRG  | 15.0 | 3.6   | 4.4   | 7.0   |
| 8      | Jelena Vodorezova  | URS  | 15.4 | 1.2   | 3.2   | 11.0  |
| 9      | Claudia Leistner   | FRG  | 17.4 | 5.4   | 4.0   | 8.0   |
| 10     | Sandra Dubravčić   | YUG  | 17.4 | 4.8   | 3.6   | 9.0   |
| 11     | Sandra Cariboni    | SUI  | 20.0 | 2.4   | 5.6   | 12.0  |
| 12     | Kay Thomson        | CAN  | 20.8 | 6.0   | 4.8   | 10.0  |
| 13     | Elizabeth Manley   | CAN  | 25.4 | 9.6   | 2.8   | 13.0  |
| 14     | Myriam Oberwiler   | SUI  | 28.2 | 9.0   | 5.2   | 14.0  |
| 15     | Karin Telser       | ITA  | 28.6 | 6.6   | 6.0   | 16.0  |
| 16     | Katrien Pauwels    | BEL  | 32.8 | 8.4   | 6.4   | 18.0  |
| 17     | Susan Jackson      | GBR  | 33.2 | 11.4  | 6.8   | 15.0  |
| 18     | Agnès Gosselin     | FRA  | 35.4 | 10.8  | 7.6   | 17.0  |
| 19     | Masako Kato        | JPN  | 38.8 | 12.6  | 7.2   | 19.0  |
| 20     | Catharina Lindgren | SWE  | 39.0 | 10.2  | 8.8   | 20.0  |
| 21     | Vicki Holland      | AUS  | 41.0 | 12.0  | 8.0   | 21.0  |
| 22     | Bao Zhenghua       | CHN  | 44.2 | 13.8  | 8.4   | 22.0  |
| 23     | Kim Hae-sung       | KOR  | 45.4 | 13.2  | 9.2   | 23.0  |

### Paren
Van 10-12 februari (korte kür en vrije kür) streden vijftien paren uit zeven landen om de medailles.
pc = som plaatsingcijfers per fase, pc/kk = plaatsingcijfer/korte kür (x0.4; 28,57%), pc/vk = plaatsingcijfer/vrije kür (x1.0; 71,43%),
| rang   | sporter(s)                            | land | pc   | pc/kk | pc/vk |
| ------ | ------------------------------------- | ---- | ---- | ----- | ----- |
| Goud   | Jelena Valova / Oleg Vassiljev        | URS  | 1.4  | 0.4   | 1.0   |
| Zilver | Caitlin Carruthers / Peter Carruthers | USA  | 2.8  | 0.8   | 2.0   |
| Brons  | Larisa Seleznova / Oleg Makarov       | URS  | 3.8  | 0.8   | 3.0   |
| 4      | Sabine Baeß / Tassilo Thierbach       | GDR  | 5.6  | 1.6   | 4.0   |
| 5      | Birgit Lorenz / Knut Schubert         | GDR  | 7.0  | 2.0   | 5.0   |
| 6      | Jill Watson / Burt Lancon             | USA  | 9.2  | 3.2   | 6.0   |
| 7      | Barbara Underhill / Paul Martini      | CAN  | 9.4  | 2.4   | 7.0   |
| 8      | Katerina Matousek / Lloyd Eisler      | CAN  | 11.6 | 3.6   | 8.0   |
| 9      | Marina Avstriskaja / Joeri Kvasjnin   | URS  | 11.8 | 2.8   | 9.0   |
| 10     | Lea Ann Miller / William Fauver       | USA  | 14.0 | 4.0   | 10.0  |
| 11     | Babette Preußler / Tobias Schröter    | GDR  | 16.6 | 5.6   | 11.0  |
| 12     | Melinda Kunhegyi / Lyndon Johnston    | CAN  | 17.2 | 5.2   | 12.0  |
| 13     | Claudia Massari / Leonardo Azzola     | FRG  | 17.4 | 4.4   | 13.0  |
| 14     | Susy Garland / Ian Jenkins            | GBR  | 18.8 | 4.8   | 14.0  |
| 15     | Luan Bo / Yao Bin                     | CHN  | 21.0 | 6.0   | 15.0  |

### IJsdansen
Van 10-14 februari (verplichte figuren, originele kür en vrije kür) streden 19 ijsdansparen uit elf landen om de medailles.
pc = som plaatsingcijfers per fase, pc/vf = plaatsingcijfer/verplichte figuren (x0.6; 30%), pc/ok = plaatsingcijfer/originele kür (x0.4; 20%), pc/vk = plaatsingcijfer/vrije kür (x1.0; 50%),
| rang   | sporter(s)                            | land | pc   | pc/vf | pc/ok | pc/vk |
| ------ | ------------------------------------- | ---- | ---- | ----- | ----- | ----- |
| Goud   | Jayne Torvill / Christopher Dean      | GBR  | 2.0  | 0.6   | 0.4   | 1.0   |
| Zilver | Natalja Bestemjanova / Andrej Boekin  | URS  | 4.0  | 1.2   | 0.8   | 2.0   |
| Brons  | Marina Klimova / Sergej Ponomarenko   | URS  | 7.0  | 2.4   | 1.6   | 3.0   |
| 4      | Judy Blumberg / Michael Seibert       | USA  | 7.0  | 1.8   | 1.2   | 4.0   |
| 5      | Carol Fox / Richard Dalley            | USA  | 10.6 | 3.6   | 2.0   | 5.0   |
| 6      | Karen Barber / Ricky Slater           | GBR  | 11.4 | 3.0   | 2.4   | 6.0   |
| 7      | Olga Volozjinskaja / Aleksandr Svinin | URS  | 14.6 | 4.8   | 2.8   | 7.0   |
| 8      | Tracey Wilson / Robert McCall         | CAN  | 15.4 | 4.2   | 3.2   | 8.0   |
| 9      | Petra Born / Rainer Schönborn         | FRG  | 18.0 | 5.4   | 3.6   | 9.0   |
| 10     | Elisa Spitz / Scott Gregory           | USA  | 20.0 | 6.0   | 4.0   | 10.0  |
| 11     | Wendy Sessions / Stephen Williams     | GBR  | 22.6 | 7.2   | 4.4   | 11.0  |
| 12     | Kelly Johnson / John Thomas           | CAN  | 23.8 | 6.6   | 5.2   | 12.0  |
| 13     | Jindra Holá / Karol Foltán            | TCH  | 26.2 | 8.4   | 4.8   | 13.0  |
| 14     | Nathalie Hervé / Pierre Béchu         | FRA  | 28.4 | 7.8   | 5.6   | 15.0  |
| 15     | Isabella Micheli / Roberto Pelizzola  | ITA  | 29.0 | 9.0   | 6.0   | 14.0  |
| 16     | Klára Engi / Attila Tóth              | HUN  | 33.0 | 10.2  | 6.8   | 16.0  |
| 17     | Noriko Sato / Tadayuki Takahashi      | JPN  | 33.0 | 9.6   | 6.4   | 17.0  |
| 18     | Christina Bojanova / Javor Ivanov     | BUL  | 36.0 | 10.8  | 7.2   | 18.0  |
| 19     | Xi Hongyan / Zhao Xiaolei             | CHN  | 38.0 | 11.4  | 7.6   | 19.0  |

## Medaillespiegel
| rang | land              | Goud | Zilver | Brons | totaal |
| ---- | ----------------- | ---- | ------ | ----- | ------ |
| 1    | Verenigde Staten  | 1    | 2      | 0     | 3      |
| 2    | Sovjet-Unie       | 1    | 1      | 3     | 5      |
| 3    | DDR               | 1    | 0      | 0     | 1      |
| 3    | Groot-Brittannië  | 1    | 0      | 0     | 1      |
| 5    | Canada            | 0    | 1      | 0     | 1      |
| 6    | Tsjecho-Slowakije | 0    | 0      | 1     | 1      |
|      |                   | 4    | 4      | 4     | 12     |

Londen 1908 · 
Antwerpen 1920 · 
Chamonix 1924 · 
St. Moritz 1928 · 
Lake Placid 1932 · 
Garmisch-Partenkirchen 1936 · 
St. Moritz 1948 · 
Oslo 1952 · 
Cortina d'Ampezzo 1956 · 
Squaw Valley 1960 · 
Innsbruck 1964 · 
Grenoble 1968 · 
Sapporo 1972 · 
Innsbruck 1976 · 
Lake Placid 1980 · 
Sarajevo 1984 · 
Calgary 1988 · 
Albertville 1992 · 
Lillehammer 1994 · 
Nagano 1998 · 
Salt Lake City 2002 · 
Turijn 2006 · 
Vancouver 2010 · 
Sotsji 2014 · 
Pyeongchang 2018 · 
Peking 2022
Olympische medaillewinnaars
Alpineskiën · Biatlon · Bobsleeën · Kunstrijden · Langlaufen · Noordse combinatie · Rodelen · Schaatsen · Schansspringen · IJshockey